# ATP de Kitzbühel de 2013
O ATP de Kitzbühel de 2013 foi um torneio de tênis masculino disputado em quadras de saibro na cidade de Kitzbühel, na Áustria. Esta foi a 69ª edição do evento e o último ATP do ano jogado no saibro.

## Distribuição de pontos
| Evento  | V   | F   | SF | QF | Segunda rodada | Primeira rodada | Q  | Q3 | Q2 | Q1 |
| Simples | 250 | 150 | 90 | 45 | 20             | 0               | 12 | 6  | 0  | 0  |
| Duplas  | 250 | 150 | 90 | 45 | 0              | —               | —  | —  | —  | —  |

## Chave de simples

### Cabeças de chave
| País | Jogador               | Rank1 | Cabeça |
| ---- | --------------------- | ----- | ------ |
| GER  | Philipp Kohlschreiber | 23    | 1      |
| ARG  | Juan Mónaco           | 30    | 2      |
| ESP  | Fernando Verdasco     | 32    | 3      |
| AUT  | Jürgen Melzer         | 34    | 4      |
| ARG  | Carlos Berlocq        | 43    | 5      |
| ESP  | Roberto Bautista-Agut | 48    | 6      |
| ESP  | Albert Montañés       | 49    | 7      |
| ESP  | Marcel Granollers     | 51    | 8      |

- 1 Rankings como em 22 de julho de 2013

### Outros participantes
Os seguintes jogadores receberam convites para a chave de simples:
- Andreas Haider-Maurer
- Mate Pavić
- Dominic Thiem

Os seguintes jogadores entraram na chave de simples através do qualificatório:
- Martin Fischer
- Jan Hájek
- Dennis Novak
- Antonio Veić

O seguinte jogador entrou na chave de simples como lucky loser:
- Aldin Šetkić

### Desistências
Antes do torneio
- Pablo Andújar
- Roberto Bautista-Agut (lesão nas costelas)
- Guido Pella
- Viktor Troicki (suspensão)

Durante o torneio
- Horacio Zeballos (lesão nas costelas)

## Chave de duplas

### Cabeças de chave
| País | Jogador           | País | Jogador           | Rank1 | Cabeça |
| ---- | ----------------- | ---- | ----------------- | ----- | ------ |
| CZE  | František Čermák  | CZE  | Lukáš Dlouhý      | 78    | 1      |
| ITA  | Daniele Bracciali | SVK  | Filip Polášek     | 88    | 2      |
| AUT  | Oliver Marach     | ESP  | Fernando Verdasco | 103   | 3      |
| GER  | Martin Emmrich    | GER  | Christopher Kas   | 107   | 4      |

- 1 Rankings como em 22 de julho de 2013

### Outros participantes
As seguintes parcerias receberam convites para a chave de duplas:
- Carlos Becke /  Philipp Kohlschreiber
- Gerald Melzer /  Jürgen Melzer

## Campeões

### Simples
- Marcel Granollers venceu  Juan Mónaco, 0-6, 7–6(7–3), 6–4

### Duplas
- Martin Emmrich /  Christopher Kas venceram  František Čermák /  Lukáš Dlouhý, 6-4, 6-3